# Heteropoda manni
Heteropoda manni är en spindelart som först beskrevs av Embrik Strand 1906.  Heteropoda manni ingår i släktet Heteropoda och familjen jättekrabbspindlar.
Artens utbredningsområde är Nigeria. Inga underarter finns listade i Catalogue of Life.